# Hagenbuch (Szwajcaria)
Hagenbuch – miejscowość i gmina (Politische Gemeinde) w północnej Szwajcarii, w kantonie Zurych, w okręgu (Bezirk) Winterthur.  

## Demografia
W Hagenbuch mieszka 1148 osób. W 2021 roku 12,2% populacji gminy stanowiły osoby urodzone poza Szwajcarią.

## Transport
Przez teren gminy przebiegają autostrada A1 oraz drogi główne nr 832, nr 836 i nr 840.